# 游德坊
游德坊，又名游德石坊、石亭，是位于中国福建省宁德市柘荣县黄柏乡长冠村石亭里的一个明代古建筑，1983年7月入选首批柘荣县文物保护单位。
该文物保护单位分为石亭、石坊两类建筑，用以纪念柘荣当地名人游朴之父游德，石亭原有3座，现仅存2座，通体为正方形，每边和残高均为3米；石坊一座，残高3.3米，宽3.4米，四柱三间。正门上额两面分别刻有“清时高蹈”、“昭代崇褒”的字样。